# Клеј Томпсон
Клеј Александер Томпсон (енгл. Klay Alexander Thompson; Лос Анђелес, 8. фебруар 1990) амерички је кошаркаш. Игра на позицији бека, а тренутно наступа за Далас мавериксе.

## Каријера
Његов отац је бивши НБА кошаркаш Мајкл Томпсон, освајач два шампионска прстена са Лејкерсима. Томпсон је провео три сезоне на Вашингтон колеџу (2008–2011). Изабран је као 11. пик прве рунде НБА драфта 2011. од стране Голден Стејта.
У сезони 2013/14, Томпсон и саиграч Стеф Кари постављају заједнички НБА рекорд по постигнутим тројкама у сезони са 484, због тога добијају надимак Сплеш брадерс. Године 2015. са Ратницима долази до прве НБА титуле од 1975. Са репрезентацијом САД је освојио Светско првенство 2014. у Шпанији и златну медаљу на Олимпијским играма у Рију 2016. године. Дана 23. јануара 2015. године, Томпсон је постигао рекорд каријере са постигнутих 52 поена (11 тројки), у победи над Сакраменто Кингсима од 126-101. На истој утакмици је дао 37 поена у трећој четвртини, што је рекорд свих времена по постигнутим поенима у једној четвртини.
На Ол-стару 2016. у Торонту победио је у такмичењу у брзом шутирању тројки.
Томпсон је постигао рекордних 14 тројки на мечу против Чикага 29. октобра 2018. године.

## Успеси

### Клупски
- Голден Стејт вориорси:
  - НБА (4): 2014/15, 2016/17, 2017/18, 2021/22.

### Репрезентативни
- Олимпијске игре:  2016.
- Светско првенство:  2014.
- Светско првенство до 19 година:  2009.

### Појединачни
- НБА ол-стар меч (5): 2015, 2016, 2017, 2018, 2019.
- Идеални тим НБА — трећа постава (2): 2014/15, 2015/16.
- Победник НБА такмичења у брзом шутирању тројки: 2016.
- Идеални одбрамбени тим НБА — друга постава (1): 2018/19.
- Идеални тим новајлија НБА — прва постава: 2011/12.

## НБА статистика
| † | Означава сезону када Томпсон осваја НБА титулу |
|   | Најбоље у лиги                                 |

#### Просечно по утакмици
| Сезона    | Екипа        | ОУ  | СУ  | МПУ  | ПШ%  | 3П%  | СБ%   | СПУ | АПУ | УПУ | БПУ | ППУ  |
| --------- | ------------ | --- | --- | ---- | ---- | ---- | ----- | --- | --- | --- | --- | ---- |
| 2011/12.  | Голден Стејт | 66  | 29  | 24.4 | .443 | .414 | .868  | 2.4 | 2.0 | .7  | .3  | 12.5 |
| 2012/13.  | Голден Стејт | 82  | 82  | 35.8 | .422 | .401 | .841  | 3.7 | 2.2 | 1.0 | .5  | 16.6 |
| 2013/14.  | Голден Стејт | 81  | 81  | 35.4 | .444 | .417 | .795  | 3.1 | 2.2 | .9  | .5  | 18.4 |
| 2014/15.† | Голден Стејт | 77  | 77  | 31.9 | .463 | .437 | .879  | 3.2 | 2.9 | 1.1 | .8  | 21.7 |
| Каријера  | Каријера     | 306 | 269 | 32.2 | .443 | .418 | .846  | 3.1 | 2.3 | 1.0 | .5  | 17.5 |
| Ол-стар   | Ол-стар      | 1   | 1   | 20.0 | .182 | .111 | 1.000 | 4.0 | 6.0 | .0  | .0  | 7.0  |

### Плеј-оф
| Сезона   | Екипа        | ОУ | СУ | МПУ  | ПШ%  | 3П%  | СБ%  | СПУ | АПУ | УПУ | БПУ | ППУ  |
| -------- | ------------ | -- | -- | ---- | ---- | ---- | ---- | --- | --- | --- | --- | ---- |
| 2013.    | Голден Стејт | 12 | 12 | 41.3 | .    | .424 | .833 | 4.6 | 1.8 | 1.0 | .6  | 15.2 |
| 2014.    | Голден Стејт | 7  | 7  | 36.7 | .408 | .364 | .792 | 3.4 | 3.6 | 1.0 | .7  | 16.4 |
| 2015.†   | Голден Стејт | 21 | 21 | 36.2 | .446 | .390 | .800 | 3.9 | 2.6 | 0.8 | .9  | 18.6 |
| Каријера | Каријера     | 40 | 40 | 37.8 | .437 | .394 | .800 | 4.0 | 2.5 | .9  | .8  | 17.2 |